# 卡加米爾島
卡加米爾島是美國的島嶼，位於太平洋海域，屬於四山群島的一部分，由阿拉斯加州負責管轄，長10公里、寬5公里，最高點海拔高度893米，島上的火山最近一次火山噴發在1929年12月發生。

## 外部連結
- Aleutian Islands - Kagamil Island（页面存档备份，存于）
- picture of Kagamil Island （页面存档备份，存于）

52°59′35″N 169°42′43″W / 52.99306°N 169.71194°W